# Antarala

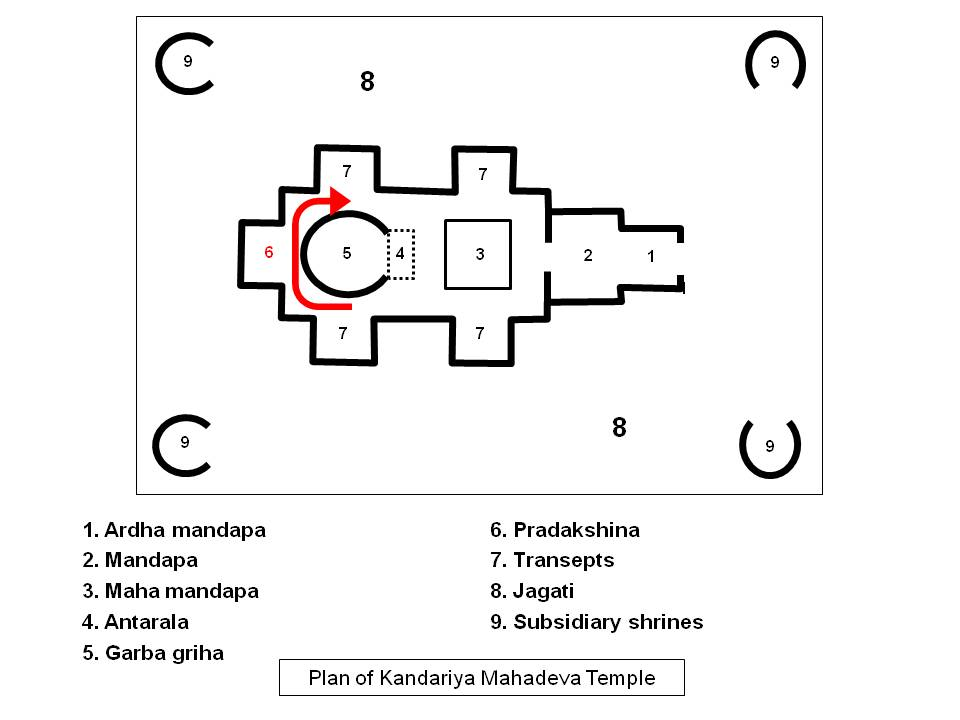
Uproszczony plan świątyni Kandiriya Mahadeva w Khajuraho.

Antarala – w architekturze indyjskiej westybul, przestrzeń między dwoma izolowanymi pomieszczeniami: mandapą a garbhagrhą w świątyni hinduistycznej.
Antarala stanowi część świątyni, przykrytą osobnym dachem. Służy ona kapłanom jako miejsce przygotowań rytualnych. Wybudowana jest na planie prostokąta.

Pojawiła się po raz pierwszy w świątyni Huććhimalligudi (VI w.) w Aihole (Karnataka).

Przedsionek ten zwany jest także korimandapa.